# فرانك دبليو. أسبر
فرانك دبليو. أسبر (بالإنجليزية: Frank W. Asper)‏ هو كاتب ترانيم أمريكي، ولد في 9 فبراير 1892 في سولت ليك في الولايات المتحدة، وتوفي بنفس المكان في 8 نوفمبر 1973.

## وصلات خارجية
- فرانك دبليو. أسبر على موقع ميوزك برينز (الإنجليزية)
- فرانك دبليو. أسبر على موقع ديسكوغز (الإنجليزية)